# Desmodium khasianum
Desmodium khasianum är en ärtväxtart som beskrevs av David Prain. Desmodium khasianum ingår i släktet Desmodium och familjen ärtväxter. Inga underarter finns listade i Catalogue of Life.